# Jørgen Frederiksen (Venstre)
 For alternative betydninger, se Jørgen Frederiksen. (Se også artikler, som begynder med Jørgen Frederiksen)
Jørgen Frederiksen (født 5. juli 1857 i Vester Ulslev, død 9. april 1923) var en dansk gårdejer og politiker. Han sad i Folketinget for Venstre valgt i Ærøskøbingkredsen fra 1892 til 1914.
Jørgen Frederiksen var søn af gårdmand Frederik Jørgensen på Strandbygård i Vester Ulslev på Lolland. Han var elev på Rødkilde Højskole i vintrene 1874-1875 og 1876-1877. Han blev i 1881 bestyrer af og i 1886 ejer af Strandbygård.
Frederiksen havde en række tillidsposter. Han blev i 1889 medlem af kontrolkomiteen i Falsters Landbostands Sparekasse. Han var fra 1883 til 1895 formand for Landmandsforeningen Lolland og for Foredragsforeningen Sydlolland. Han blev i 1900 medlem af bestyrelsen for Østifternes Brandforsikring og i 1901 repræsentant i Østifternes Kreditforening. Han var medlem af bestyrelsen for Dansk Fikeriforening og af Arbejderforsikringsrådets afdeling for fiskeres ulykkesforsikring fra 1902 til 1908 og medlem af bestyrelsen for Det danske Fjerkræavelerselskab.
Frederiksen, som var venstremand, stillede op ved folketingsvalget i 1890 i Ærøskøbingkredsen, men det lykkedes ham ikke at besejre kredsens hidtidige folketingsmedlem, grev Ludvig Brockenhuus-Schack fra Højre. Det lykkedes til gengæld ved folketingsvalget i 1892 hvor de to igen kandiderede i Ærøskøbingkredsen. Frederiksen beholdt kredsen indtil han trak sig tilbage fra Folketinget i starten af 1914. Ved det efterfølgende suppleringsvalg, som godsejer Frederik Sporon-Fiedler vandt, blev valgkredsen igen en Højrekreds.